# Вахмистров, Владимир Сергеевич
Владимир Сергеевич Вахмистров (27 июля 1897, Москва — 6 июля 1972, Москва) — советский авиатор и авиаконструктор. Инженер-майор.

## Биография
Родился 27 июля 1897 года в Москве в семье конторского служащего. Окончил реальное училище в Москве в 1915 году. С началом Первой мировой войны ушёл добровольцем в армию, был направлен в Михайловское артиллерийское училище. С 1916 года на фронте, прапорщик артиллерии; вскоре переводится в авиацию в качестве лётчика-наблюдателя.
В годы гражданской войны — воевал в составе ВВС РККА в Поволжье и Туркестане.
Лишь в 1921 году В. С. Вахмистрову удаётся продолжить учёбу: сначала в Туркестанском университете, затем в Академии воздушного флота им. Н. Е. Жуковского (АВФ, с 17 апреля 1925 — Военно-воздушная академия РККА) в Москве. Будучи слушателем Академии, конструирует планеры: учебный АВФ-8 «Кондор» (1924), рекордные АВФ-22 «Змей Горыныч» (1925, совместно с М. К. Тихонравовым), «Гамаюн» и «Скиф» (1928, совместно с Тихонравовым и А. А. Дубровиным). На планере «Скиф» в ходе VI Всесоюзных планерных состязаний (6—23 октября 1929, Коктебель) лётчиком А. Б. Юмашевым был установлен всесоюзный рекорд высоты полёта для планеров — 1520 м.
С февраля по апрель 1926 года Вахмистров в качестве лётнаба (лётчик М. М. Громов) проводил государственные испытания самолёта-разведчика Р-3 (АНТ-3) — первого советского серийного цельнометаллического самолёта и первого самолёта конструкции А. Н. Туполева, получившего достаточно широкое практическое применение. Впоследствии самолёты этого типа хорошо зарекомендовали себя затем в борьбе с басмачами.
http://www.airwar.ru/enc/other1/r3.html
В 1930 окончил Военно-воздушную академию, работал в НИИ ВВС, вначале — над летающими мишенями.
В 1931—1940 — разработчик Звена Вахмистрова — семейства составных самолётов.
Это понятие определялось как комбинация нескольких самолётов, сцепленных жёстко (не на буксире) и летающих совместно в целях:
- доставки самолётов-истребителей на расстояния, превышающие радиус их действия за счет топлива самолёта с большой дальностью полета;
- увеличения дальности сопровождения тяжёлого самолёта истребителями, базирующимися на нем, взлетающими с него и садящимися на него;
- использования истребителей в качестве пикирующих бомбардировщиков для точного прицельного бомбометания такими крупными бомбами, которые истребитель при самостоятельном взлёте поднять не может;
- облегчения взлёта перегруженного самолёта при помощи вспомогательного самолёта.[1]

Проект первого варианта «Звена», впоследствии названного «Звено-1» и состоявшего из бомбардировщика ТБ-1 и двух истребителей И-4, был представлен Вахмистровым в июне 1931 г. начальнику УВВС РККА Я. И. Алкснису и получил его одобрение. 3 декабря того же года Вахмистров в качестве второго пилота бомбардировщика участвовал в первых лётных испытаниях «Звена-1» в составе ТБ-1 и двух И-4 с демонтированными нижними плоскостями. За ними последовали опытные составные самолёты 1932—1939 годов, включая «Авиаматку», нёсшую пять истребителей. Оптимальной же оставалась схема с двумя истребителями, по которой был выполнен последний проект «Звена» ТБ-3 СПБ (Составной пикирующий бомбардировщик), в котором два И-16 несли по две бомбы ФАБ-250.
В конце 1937 года был арестован старший брат B.C. Вахмистрова. Владимира Сергеевича это не затронуло, его лишь «разжаловали» в марте 1938 года из Главных конструкторов до руководителя конструкторской бригады КБ-29.
Звенья Вахмистрова не были приняты на вооружение, но в июле 1941 Вахмистров по заданию ВВС Черноморского флота оборудовал три составных самолёта по схеме ТБ-3 СПБ авиационное звено составных пикирующих бомбардировщиков капитана А. В. Шубикова. Оно участвовало в бомбардировке Констанцы и Плоешти. 26 июля тройка СПБ отбомбилась по Констанце без потерь, за этим последовали атаки на чернаводский мост 10 и 13 августа 1941. Для подготовки самолётов и экипажей к этим вылетам конструктор лично был направлен в Крым на аэродром звена.
После успешной реализации проекта ТБ-3 СПБ Вахмистров предложил несколько ещё более совершенных проектов «Звена», в качестве носителей предполагалось использовать летающую лодку ГСТ, тяжёлый бомбардировщик ТБ-7 и опытную тяжёлую летающую лодку МТБ-2(АНТ-44), в качестве подвесных истребителей предполагались И-15 бис, И-16, И-180, ЛаГГ-3, МиГ-3.
Во время Великой Отечественной войны был инженером по планерам на авиазаводе № 51.
Был женат на Марине Александровне Победоносцевой — сестре профессора Победоносцева Юрия Александровича, соратника С.Королева и конструктора ракетной техники.
Похоронен на Ваганьковском кладбище (участок 5, совместно с профессором Победоносцевым Юрием Александровичем) в г. Москве.

## Награды
- орден Красного Знамени (05.11.1946)[2][3]
- три ордена Красной Звезды (1933[2], 22.07.1944[4], 06.11.1945[5][3])
  - медали в том числе:
  - «За оборону Москвы» (1944)[2]
  - «За победу над Германией в Великой Отечественной войне 1941—1945 гг.» (1945)[2]